# Lansjärv
Lansjärv (Fins: Lanttijärvi) is een dorp binnen de Zweedse gemeente Överkalix. Länsjärv is naast de bebouwing rondom Tallvik / Överkalix het enige gebied met stedelijke bebouwing. Lansjärv ligt aan de Europese weg 10, die hier voert over de oude ertsweg van het mijnengebied naar de kust. Lansjärv ligt op de grens met de gemeente Gällivare. Länsjärv ligt bij de overgang van het Övre Lansjärv naar het Ytter Lansjärv en in feite ligt het dorp langs de Skrövån, die door de meren stroomt.
Bestuurscentrum: Överkalix (tätort)
Tätort: Vännäsberget · Svartbyn · Tallvik
Småort: Alsån · Boheden · Gyljen · Hedensbyn · Jockfall · Lansjärv · Norra Tallvik · Nybyn
Overig: Grelsbyn · Kälvudden · Lomträsk · Räktjärv · Rödupp